# Бабочницы
Бабочницы (лат. Psychodidae), или мухи из клоаки, или туалетные мухи, или сердечные мухи (из-за формы) — семейство насекомых из подотряда длинноусых отряда двукрылых (Diptera). Мелкие летающие насекомые (длина 1—4 мм), напоминающие миниатюрных ночных бабочек (отсюда название).  Около 2867 видов в 115 родах в мировой фауне.
У Psychoda grisescens пушистые волоски покрывают все тело, включая крылья. Плохие летуны - бессильны против любого воздушного потока. Например, вылететь из подвала на верхние этажи не могут.
Распространены по всему земному шару; в СНГ около 200 видов, главным образом на юге. Личинки живут в гниющих растительных остатках, некоторые в воде. Есть синантропные виды, обитающие во влажных помещениях, например в ванных комнатах и подвалах. Известны мирмекофильные виды: Trichomyia myrmecophila, Quatiella truncata, Trichomyia annae, Lutzomyia texana, Nemapalpus mopani, Alepia longinoi.
Древнейшие бабочницы известны из ранней юры Германии, представители семейства отмечены также в меловых ливанском и бирманском янтарях, и в кайнозойских балтийском, фушуньском и мексиканском янтарях.